# Wiendorf (Könnern)
Wiendorf ist ein Ortsteil der Stadt Könnern im Salzlandkreis in Sachsen-Anhalt.

## Geografie
Wiendorf liegt südöstlich von Bernburg (Saale). Der Große Wiendorfer Teich ist das größte Binnengewässer auf dem Gebiet des ehemaligen Landkreises Bernburg.
Die Ortschaft Wiendorf bildet sich durch die Ortsteile Ilbersdorf, Pfitzdorf und Wiendorf.

## Geschichte
Wiendorf wurde erstmals im Jahr 1209 als Winitrop urkundlich erwähnt. Wiendorf, Ilbersdorf und Pfitzdorf gehören historisch zu Anhalt. Ab 1863 lagen die Orte im Landkreis Köthen im Fürstentum Anhalt, das 1918 zum Freistaat Anhalt wurde. 1932 kamen die drei Orte zum Landkreis Dessau-Köthen, der 1950 in Landkreis Köthen umbenannt wurde.
Am 20. Juli 1950 wurden die bis dahin eigenständigen Gemeinden Ilbersdorf und Pfitzdorf nach Wiendorf eingemeindet. Durch die zweite Kreisreform in der DDR im Jahr 1952 wurde Wiendorf mit seinen Ortsteilen dem Kreis Bernburg im Bezirk Halle zugeteilt, der 1990 zum Landkreis Bernburg wurde und 2007 im Salzlandkreis aufging.
Am 1. Januar 2010 wurde die bis dahin selbstständige Gemeinde Wiendorf zusammen mit den Gemeinden Cörmigk, Edlau und Gerlebogk in die Stadt Könnern eingemeindet.

## Kultur und Sehenswürdigkeiten
Im Ort liegt ein so genannter Bauernstein, der eine frühere Gerichtsstätte kennzeichnet.

## Wirtschaft und Infrastruktur

### Verkehr
Nördlich von Wiendorf verläuft die Bundesstraße 185 von Bernburg (Saale) nach Köthen (Anhalt). Die Bundesautobahn 14, die von Halle (Saale) nach Magdeburg führt, liegt südlich von Wiendorf.